# Йенсен, Клаус
Клаус Виллиам Йенсен (дат. Claus William Jensen; род. 29 апреля 1977, Нюкёбинг) — датский футболист, выступавший на позиции полузащитника. Известен по выступлениям за «Болтон Уондерерс», «Чарльтон Атлетик» и сборную Дании. Участник чемпионата мира 2002 и чемпионата Европы 2004 годов.

## Клубная карьера
В 1996 году Йенсен дебютировал на профессиональном уровне за команду второго дивизиона «Нествед». За команду он провел всего четыре матча, а по итогам соревнования она вылетела. В июне того же года Клаус перешёл в «Люнгбю», выступающий в Суперлиге.
В июле 1998 года он подписал контракт с английским «Болтон Уондерерс». Сумма трансфера составила 1,8 млн крон. Клаус быстро освоился в команде и на протяжении двух сезонов был основным футболистом. В 2000 году его подписал за 4 млн фунтов вышедший в Премьер-лигу «Чарльтон Атлетик». За команду Йенсен провел более ста матчей и стал одним из её лидеров.
В 2004 году Клаус перешёл в «Фулхэм». 14 августа в матче против «Манчестер Сити» он дебютировал за новую команду. 1 октября 2005 года в поединке против «Манчестер Юнайтед» Йенсен забил свой первый гол за «Фулхэм». 25 августа 2007 года он принял решение о завершении карьеры после череды травм.

## Международная карьера
29 марта 2000 года в товарищеском матче против сборной Португалии Йенсен дебютировал за сборную Дании, выйдя на замену вместо Мартина Йоргенсена.
В 2002 году он попал в заявку на участие в чемпионате мира в Японии и Южной Корее. На турнире Клаус сыграл в матче против сборной Англии. 24 марта 2001 года в матче отборочного турнира чемпионата мира 2002 против сборной Мальты он забил свой первый гол за сборную.
В 2004 году Йенсен принял участие в чемпионате Европы в Португалии. На турнире он был основным футболистом сыграл в трех матчах против сборных Италии, Болгарии и Чехии.
Никлас выступал за национальную команду до 2008 года, он принимал активное участие в отборочных раундах чемпионата мира 2006 и чемпионата Европы 2008 годов.

### Голы за сборную Дании
| #   | Дата            | Место                  | Противник  | Счёт | Результат | Соревнование                       |
| --- | --------------- | ---------------------- | ---------- | ---- | --------- | ---------------------------------- |
| 01. | 24 марта 2001   | Валлетта, Мальта       | Мальта     | 0:4  | 0:5       | Чемпионат мира 2002 квалификация   |
| 02. | 12 февраля 2003 | Каир, Египет           | Египет     | 1:1  | 1:4       | Товарищеский матч                  |
| 03. | 12 февраля 2003 | Каир, Египет           | Египет     | 1:3  | 1:4       | Товарищеский матч                  |
| 04. | 12 февраля 2003 | Каир, Египет           | Египет     | 1:4  | 1:4       | Товарищеский матч                  |
| 05. | 11 июня 2003    | Люксембург, Люксембург | Люксембург | 0:1  | 0:2       | Чемпионат Европы 2004 квалификация |
| 06. | 18 августа 2004 | Познань, Польша        | Польша     | 1:4  | 1:5       | Товарищеский матч                  |
| 07. | 3 сентября 2005 | Стамбул, Турция        | Турция     | 0:1  | 2:2       | Чемпионат мира 2002 квалификация   |
| 08. | 7 сентября 2005 | Копенгаген, Дания      | Грузия     | 1:0  | 5:1       | Чемпионат мира 2002 квалификация   |